# 야스즈카역
야스즈카역(일본어: 安塚駅)은 일본 도치기현 시모쓰가군 미부정에 있는 도부 철도 우쓰노미야 선의 역이다. 역 번호는 TN 36이다.

## 역사
- 1931년 8월 11일: 영업 개시.
- 2015년
  - 9월 11일: 태풍 아타우에 의한 당역 ~ 니시카와다 역 구간 교량 유실로 인하여 동년 10월 6일까지, 신토치기 역에서 열차는 모두 본 역에서 회송됨.[1]
  - 10월 7일: 당역 ~ 니시카와다 역 구간이 가설 교량 가설로 복구됨.

## 역 구조
상대식 승강장 2면 2선의 지상역이다. 역사는 도부 우쓰노미야 방향 측에 있어 도치기 방면 승강장은 과선교에서 연결된다. 폐색 교행 시대의 흔적, 승강장은 상하행 열차의 정지 위치 목표를 근접시키는 갈지자식 배치이다. PASMO 대응 간이 IC카드 개찰기가 설치되었다. 낮에는 본 역에서 교행을 실시한다.

### 승강장
| 번호 | 노선          | 방향 | 행선                 |
| ---- | ------------- | ---- | -------------------- |
| 1    | 우쓰노미야 선 | 하행 | 도부 우쓰노미야 방면 |
| 2    | 우쓰노미야 선 | 상행 | 도치기 방면          |

## 역 주변
역 주변은 미부 정 미나미이누카이 지구(옛, 미나미이누카이 마을)의 중심부인 야스즈카 거리이다.
- 미부 정사무소 미나무이누카이 출장소
- 미부 정 미나미이누카이 지구 마을 회관
- 미부 정 야스즈카 지구 커뮤니티 센터
- 미브 정립 야스즈카 초등학교
- 미나미이누카이 우체국
- 미야노모리 컨트리 클럽
- 도치기 현도 132호 야스즈카 정거장 - 도치기 현도 2호 우쓰노미야토치기 선
- 도치기 현도 65호 가누마시모 선
- 도치기 현도 184호 야스즈카스즈메노미야 선

## 사진

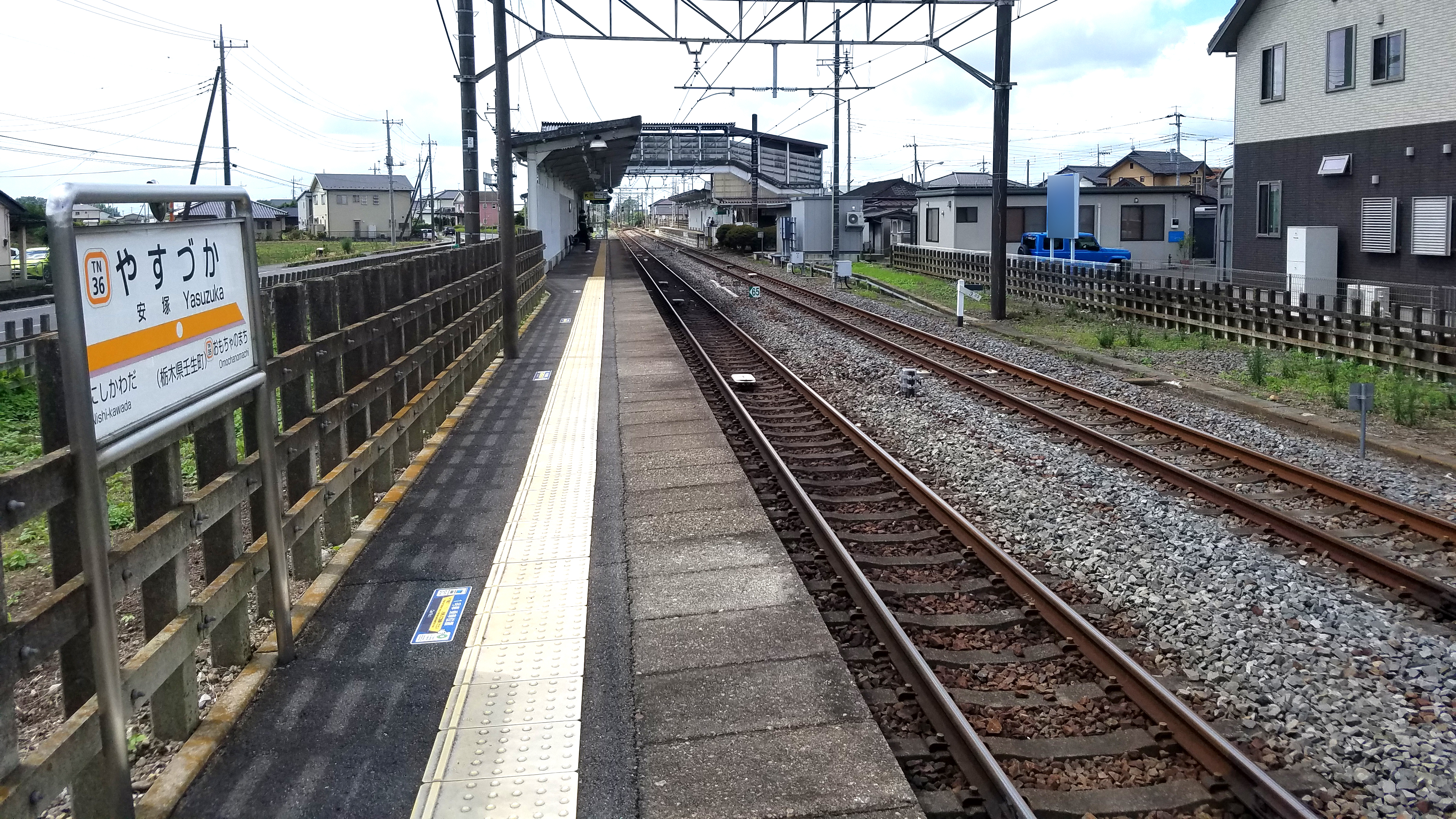
상행(신토치기 방면) 승강장(2021년 8월)
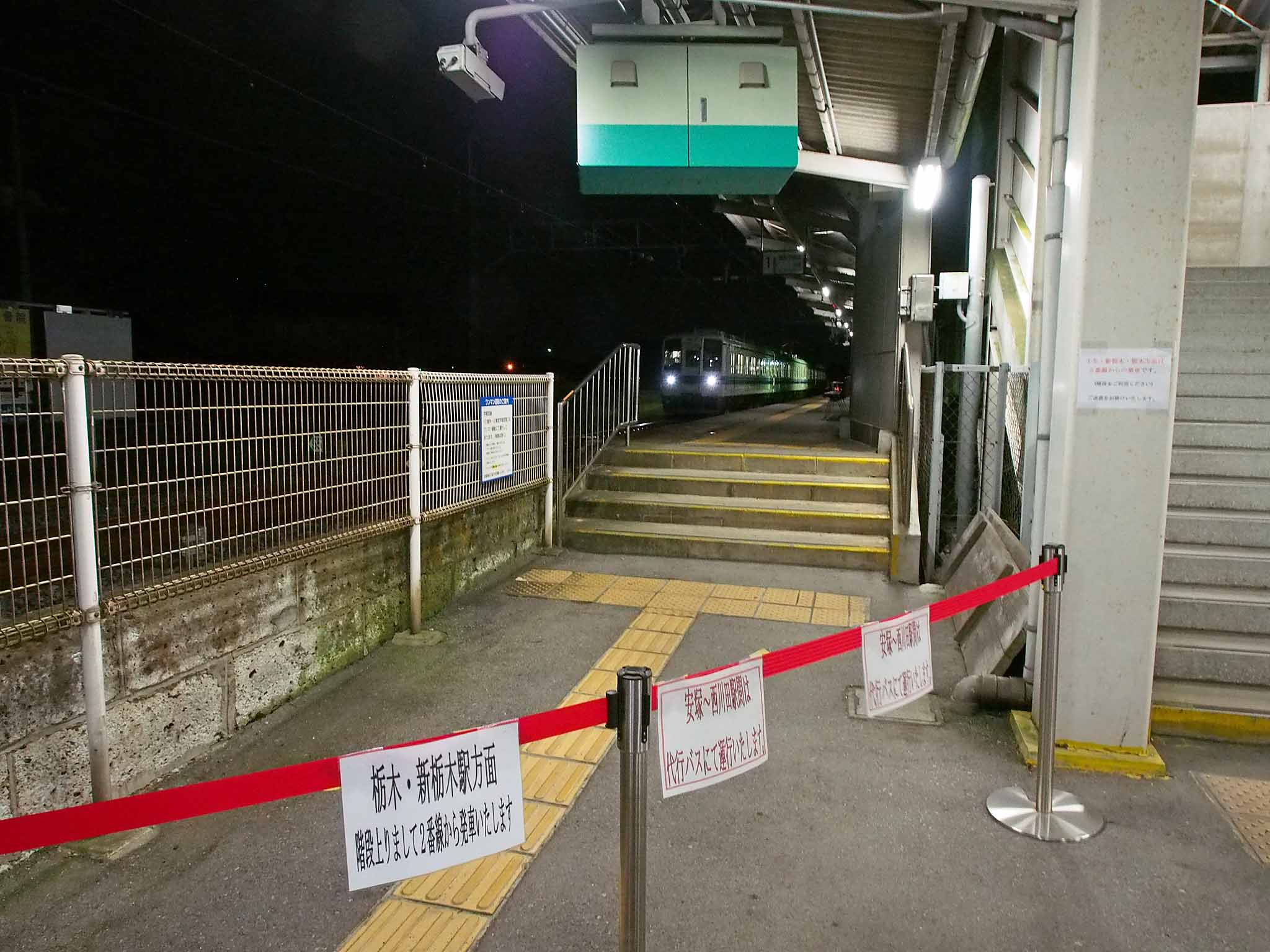
2015년 태풍 아타우 영향으로 운행이 중단됨에 따라 출입이 금지된 1번(하행) 승강장 모습(2015년 10월 4일)
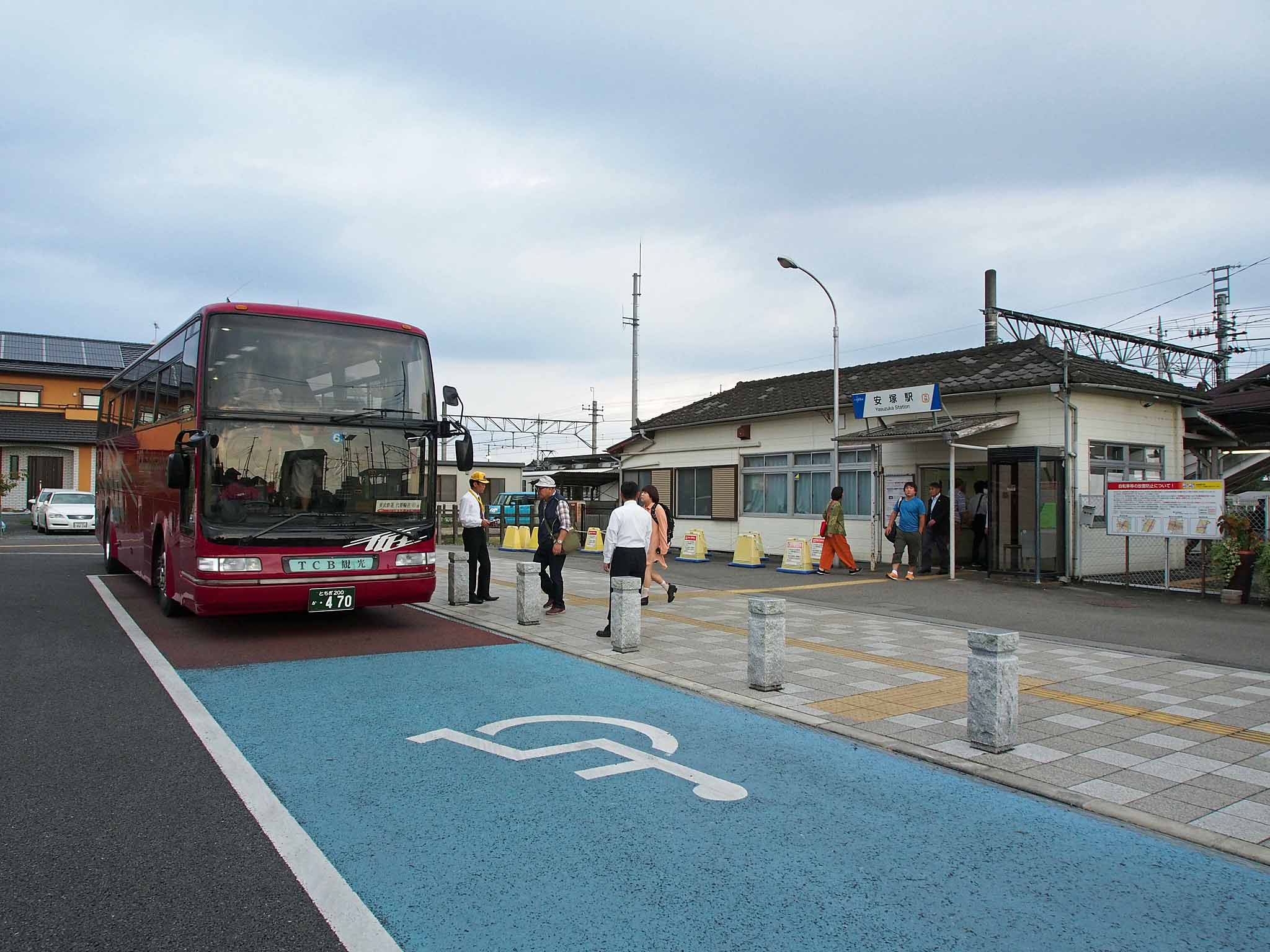
2015년 태풍 아타우 영향으로 운행이 중단된 구간을 대체 운행하는 버스 모습(2015년 10월 4일)

## 인접역
| 도부 철도 우쓰노미야 선        | 도부 철도 우쓰노미야 선 | 도부 철도 우쓰노미야 선               |
| ------------------------------ | ----------------------- | ------------------------------------- |
| TN 35 오모차노마치 도치기 방면 |                         | 니시카와다 TN 37 도부 우쓰노미야 방면 |